# Protoschinia nuchalis
Protoschinia nuchalis är en fjärilsart som beskrevs av Augustus Radcliffe Grote 1878. Protoschinia nuchalis ingår i släktet Protoschinia och familjen nattflyn. Inga underarter finns listade i Catalogue of Life.